# Sara Lov
Sara Lov (* 1970 auf Hawaii) ist eine US-amerikanische Sängerin und Komponistin.

## Leben
Sara Lov zog nach der Scheidung ihrer Eltern mit ihrer Mutter nach Los Angeles. Im Alter von fünf Jahren wurde Lov von ihrem Vater gekidnappt und nach Israel entführt. Mit zwölf Jahren kehrte sie nach Los Angeles zurück. Sie wuchs bei ihrem Onkel auf, der die Rückführung seiner Nichte durchsetzen konnte.
Während des Kunststudiums am Santa Monica College lernte sie Dustin O’Halloran kennen und gründete mit ihm im Jahre 1998 das Dream Pop Duo Dévics. 2001 bot ihnen der ehemalige Bassist bei den Cocteau Twins, Simon Raymonde, einen Plattenvertrag mit seinem Label Bella Union an. Nach einem längeren Aufenthalt in Italien kehrten die beiden Künstler nach Los Angeles zurück. Sara Lov beschloss, ihre Karriere als Solo-Künstlerin zu starten und arbeitet zusammen mit dem Produzenten Zac Rae an ihrem ersten Album.
Im Januar 2009 erschien ihr Debüt, die The Young Eyes EP auf dem Label Nettwerk. Neben eigenen Songs beinhaltet die EP Coverversionen My Body Is A Cage von Arcade Fire, und Timebomb von Beck. Das Debüt-Album Seasoned Eyes Were Beaming wurde im März 2009 veröffentlicht und ist „eine Art musikalischer Vergangenheitsbewältigung“, weil sie in mehreren Songs Erlebnisse ihrer bewegten Jugend verarbeitete. 
2011 erschien das Album I Already Love You. 2015 folgte das dritte Album Some Kind of Champion.
Sie lebt in Los Angeles.

## Diskografie
Alben
- 2009: Seasoned Eyes Were Beaming
- 2011: I Already Love You
- 2015: Some Kind of Champion

EP
- 2009: The Young Eyes EP